# Kaiserjochhaus
Das Kaiserjochhaus ist eine Alpenvereinshütte der Sektion Leutkirch des Deutschen Alpenvereines in den Lechtaler Alpen, Tirol, Österreich.

## Lage
Das 1888 erbaute Kaiserjochhaus liegt auf 2310 m ü. A. auf dem Kaiserjoch, in der Gemeinde Pettneu am Arlberg, direkt an der Gemeindegrenze zu Kaisers.

## Zugänge
- von Pettneu, 3½ Stunden, Aufstieg am Südhang
- von Kaisers, 2½ Stunden

## Nachbarhütten und Übergänge
- Zur Leutkircher Hütte in 2 Stunden. Der Gipfel des Stanskogel kann „mitgenommen“ werden, ca. 2 Stunden Mehraufwand.
- Zur Ansbacher Hütte über Kridlonscharte, Hinterseejoch, Alperschonjoch und Flarschjoch in 4½ Stunden. Die Querung des Vorderseespitze O-Grates ist seilversichert, Ungeübte sollten den Weg nur in Begleitung erfahrener Bergwanderer oder Führer begehen.
- Zur Simmshütte über Kridlonscharte und Kälberlahnzugjöchl in 5 Stunden. Dieser Weg führt durch das Klämmle, eine steile Rinne im Vorderseespitze-Westgrat. Hier Versicherungen, Ungeübte sollten den Weg nur in Begleitung erfahrener Bergwanderer oder Führer begehen.
- Edelweißhaus 2 Stunden[1]

## Gipfel
- Grießkopf, 2581 m, Steig über Schutt, 1 Stunde
- Stanskogel, 2757 m, markierter Steig, Versicherungen, 3½ Stunden
- Malatschkopf, 2390 m, Steig über Felsen, 20 Minuten

## Karten
- Alpenvereinskarte 3/3 Lechtaler Alpen – Parseierspitze (1:25.000)